# Chris Le Bihan
Chris Le Bihan (* 27. Mai 1977 in Grande Prairie) ist ein ehemaliger kanadischer Bobfahrer.

## Leben
Chris Le Bihan schloss 2004 ein Ingenieurstudium an der University of Calgary ab. Im selben Jahr trat er der kanadischen Bobmannschaft bei und debütierte am 11. November 2005 im Weltcup. Nach drei Weltmeisterschaftsteilnahmen 2007, 2008 und 2009, gewann Le Bihan bei den Olympischen Winterspielen 2010 in Vancouver im Viererbob-Wettkampf zusammen mit David Bissett, Lascelles Brown und Pilot Lyndon Rush die Bronzemedaille.